# Chamaecrista duartei
Chamaecrista duartei là một loài thực vật có hoa trong họ Đậu. Loài này được (H.S.Irwin) H.S.Irwin & Barneby miêu tả khoa học đầu tiên.